# In Water
Pour plus de détails, voir Fiche technique et Distribution.
In Water (en coréen : 물안에서, Muraneseo) est un film dramatique sud-coréen écrit et réalisé par Hong Sang-soo. Il a été présenté en première mondiale au festival international du film de Berlin (2023). Le film a la particularité d'utiliser une majorité de plans plus ou moins flous.

## Synopsis
Un jeune acteur, qui veut réaliser un film, est venu passer quelques jours sur l'île de Jeju avec un cadreur et une actrice afin de trouver des idées.
Ils errent ensemble le long de la plage et dans les rues d'une station balnéaire, mais l'aspirant réalisateur peine à trouver un sujet. Un jour, il va discuter avec une femme qui ramasse des déchets sur la plage, de sa propre initiative et sans chercher de récompense.
De cette action purement désintéressée il fait le sujet de son film. Il rejoue la scène avec l'actrice, tous deux filmés par le cadreur. Puis le plan final de son court-métrage le montre marchant vers l'eau et disparaissant entièrement sous les flots.

## Fiche technique
- Titre :
- Titre original : 물안에서 (Muraneseo)
- Titre anglais : In Water
- Réalisation : Hong Sang-soo
- Scénario : Hong Sang-soo
- Photographie : Hong Sang-soo
- Montage : Hong Sang-soo
- Musique : Hong Sang-soo
- Son : Kim Hyejeong, Hong Sang-soo
- Pays d'origine : Corée du Sud
- Langue originale : coréen
- Format : couleurs
- Genre : drame
- Durée : 61 minutes
- Dates de sortie : 
  - Allemagne : février 2023 (Berlinale)

## Distribution
- Shin Seok-ho : Seoung-mo
- Ha Seong-guk : Sang-guk
- Kim Seung-yun : Nam-hee